# Bassano Virtus 55 S.T.
Bassano Virtus 55 Soccer Team és un equip de Italià, amb seu a Bassano del Grappa, Vèneto.
L'equip és de Renzo Rosso, l'empresari "rei del casual" i fundador de Diesel, una companyia coneguda pels seus texans.

## Història

### Fundació
El Bassano Virtus 55 Soccer Team va ser fundat el 1920 com US Bassano (Unione Sportiva Bassano) i es va fusionar amb altres equips de la ciutat com ara el  AC Virtus el 1968. El 1996 el club va adoptar el seu nom actual del nombre 55 per l'any 1955, any de naixement del seu propietari Renzo Rosso. Avui en dia, Bassano Virtus és també l'únic equip Italià professional de futbol que utilitzà soccer en comptes de calcio' en el seu nom complet.

### Sèrie C2 i Lega Pro Seconda Divisione
La temporada 2005-06 el club va debutar a la Sèrie C2, però després de patir una derrota davant l'AC Montichiari en l'últim partit, només va poder acabar només 12e. La temporada 2006-07 el club va arribar als playoffs, però va ser derrotat per Calcio Lecco 1912, que més tard va ser ascendit a Sèrie C1.
A la seva tercera temporada consecutiva a la Sèrie C2 (que ara es diu Lega Pro Seconda Divisione), Bassano va tenir un excel·lent començament: el club va aconseguir estar al capdavant de la lliga després de 5 jornades i va mantenir la posició fins a la jornada 23, gràcies a una sèrie de vuit victòries consecutives. Les tàctiques d'atac de l'entrenador Ezio Gelerean va portar a l'equip a un pas de la promoció: amb només 4 partits el club és primer, 3 punts per davant del subcampió de l'AC Reggiana 1919. Al final de la temporada, Bassano Virtus va ser superat per Reggiana i més tard, va perdre la final del play-off de promoció amb Portogruaro (2-3 a Portogruaro i 1-2 a Bassano del Grappa). No obstant això, el club va ser capaç de guanyar Coppa Itàlia Lega Pro en derrotar Benevento Calcio amb el resultat aclaparador de 5-0.

### Lega Pro Prima Divisione
Al final de la temporada 2009-10, el club va obtenir l'ascens a la Lega Pro Prima Divisione, atès el nombre d'equips en una situació financera difícil.

#### Llega Pro Seconda Divisione
Bassano a la temporada 2011-12 va ser relegat de Lega Pro Prima Divisione a Lega Pro Seconda Divisione.

## Colors
Els colors de l'equip són de color groc i vermell.

## Estadi
L'equip juga els seus partits de local a l'Stadio Rino Mercant de Bassano del Grappa, amb 2.952 seients

## Palmarès

### Competicions nacionals
- Sèrie D (Scudetto Dilettanti): 1

2004-05
- Coppa Itàlia Lega Pro: 1

2007-08

## Jugadors destacats
- Gianni De Biasi

## Entrenadors destacats
- Gianni De Biasi